# Собор в Маринге

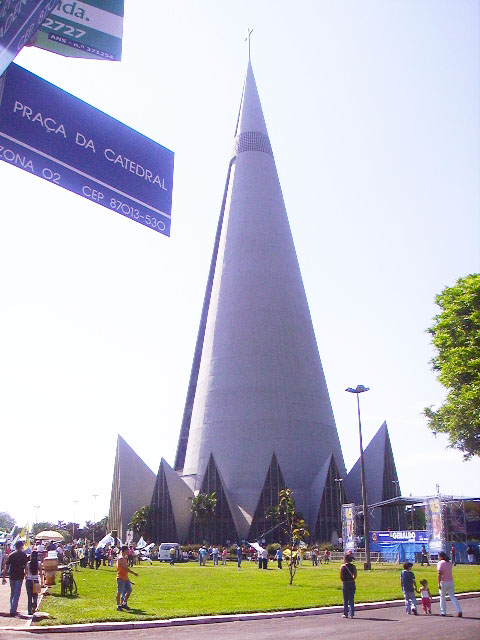
Собор

Собор — малая базилика Славной Богоматери, порт. Catedral Basílica Menor de Nossa Senhora da Glória — монументальный католический собор в г. Маринга, бразильский штат Парана.
Это самый высокий в Латинской Америке католический собор. Первичный проект собора предложил дон Жайме Луис Коэльо, а спроектировал собор архитектор Жозе Аугусто Беллуччи.
Основные характеристики собора:
- Высота: 114 м + 10 м крест на вершине;
- Высота потолка: 84 метра;
- Наружный диаметр: 50 м;
- Внутренний диаметр: 38 м;
- Витражи: 16, автор — Лоренц Остеррот;
- Распятие: деревянное, высота 7 м, скульптор Конраду Мозер;
- Вместимость: 4700 человек.

Собор сооружался в период с июля 1959 г. по май 1972 г. Был освящён 3 мая 1981 г. и 21 января 1982 г. получил статус Собор — Малая базилика.
Собор расположен на проспекте Авенида Тирадентиш, зона 1 (Avenida Tiradentes, Zona 1). Вокруг собора расположены фонтаны, которые подсвечиваются ночью.